# Aéroport de Paris-Beauvais-Tillé
Luchthaven Beauvais-Tillé (Frans: Aéroport de Beauvais-Tillé) (IATA: BVA, ICAO: LFOB) is een luchthaven in Frankrijk, die circa 70 kilometer van het centrum van Parijs af ligt in de plaats Tillé bij Beauvais, Hauts-de-France. De luchthaven werd gebouwd in de jaren 30 en in de Tweede Wereldoorlog door het Duitse leger uitgebouwd. In 1956 werd de luchthaven opengesteld voor commercieel gebruik.